# Симоландия
Симоландия (порт. Simolândia) — муниципалитет в Бразилии, входит в штат Гояс. Составная часть мезорегиона Восток штата Гойяс. Входит в экономико-статистический микрорегион Ван-ду-Паранан. Население составляет 6693 человека на 2006 год. Занимает площадь 347,823 км². Плотность населения — 19,2 чел./км².
Праздник города — 14 января. 

## История
Город основан в 1988 году.

## Статистика
- Валовой внутренний продукт на 2003 год составляет 13 411 405,00 реалов (данные: Бразильский институт географии и статистики).
- Валовой внутренний продукт на душу населения на 2003 год составляет 2070,94 реалов (данные: Бразильский институт географии и статистики).
- Индекс развития человеческого потенциала на 2000 год составляет 0,657 (данные: Программа развития ООН).